# Insolación (enfermedad)
Se llama insolación, icto solar, 'ictus solis' o infarto de calor a la enfermedad producida en la cabeza por el excesivo calor del sol.
Hay que distinguir a la insolación de:
- El eritema solar: La quemadura del sol en la piel (o golpe de sol).
- El golpe de calor: Una insolación, pero con más énfasis en el calor que en la quemadura, o con un choque calorífico mayor.

La insolación suele darse en coches o autobuses cerrados con alta temperatura interior, y al sol, o en naves industriales con poca aireación. Pero no tiene por qué darse en una exposición a los rayos solares; se produce también por la combinación de altas temperaturas, con alta humedad y poca ventilación. Así, la insolación puede tener efecto en la sombra, bajo un terrado, o en las aceras resguardadas del sol, por el reflejo de los rayos solares. En cualquier caso, el organismo no es capaz de mantener la temperatura y sube por encima de límites importantes como los 40-41 °C.

## Síntomas
La insolación se caracteriza por náuseas, vómitos, cefalea, calor de la piel, sopor, somnolencia, y alteración de las fibras musculares expuestas a sus efectos. En casos extremos pueden observarse convulsiones y otras afecciones graves. 

## Prevención
La recomendación principal es la adecuada hidratación antes de sentir sed y evitar lugares con altas temperaturas y poco aireados.
Cuando el cerebro humano se somete a temperaturas muy elevadas, puede llegar a convulsionar y producirse daño cerebral. Es importante que las personas mayores estén atentas a esta situación, ya que, tanto en la sensación de sed por deshidratación como en la sensibilidad al frío y al calor, influye la vejez normal.

## Tratamiento
El tratamiento contra la insolación consiste en el transporte del enfermo a un lugar fresco, afusiones frías y bebidas frescas y ligeramente excitantes.